# 路西法 (DC漫畫)
路西法·晨星（Lucifer Morningstar）是美國DC漫畫公司出版的角色。他改編自基督教的墮落天使和魔鬼路西法（Lucifer），是DC宇宙中最強大的存在之一。儘管DC漫畫公司曾呈現過各種版本的魔鬼，但尼爾蓋曼（Neil Gaiman）的這個版本首次出現在1989年的《睡魔》（The Sandman）第4期。路西法主要在《睡魔》中擔任配角，並在衍生作品《路西法》（Lucifer）中擔任主角。
由邁克·凱裡（Mike Carey）創作的衍生作品《路西法》（Lucifer，2000-2006）講述了他在《睡魔》中離開地獄後，在地球、天堂以及他家族創造的其他各個領域和未創造的虛空的冒險經歷。路西法也以配角出現在《幽靈》（The Spectre）和其他DC宇宙漫畫中。兩位天使、一位人類以及短暫出現的超人取代了他，成為地獄的統治者。

## 其他媒體
路西法的真人首秀由瑞典演員彼得·斯特曼在電影《康斯坦汀：驅魔神探》（2005年）中飾演，威爾士演員湯姆·艾利斯則在福克斯/Netflix劇集《路西法 (電視劇)》（2016年-2021年）和綠箭宇宙聯動劇集《無限地球危機 (綠箭宇宙)》（2019年）中飾演了另一個版本。英國女演員關朵琳·克莉絲蒂在Netflix影集《睡魔 (電視劇)》（2022年至今）中飾演了該角色的第三個版本。

## 資料來源
1. ↑  Superman #666 (October 2007)
2. ↑  《魔鬼神探》路西法真的客串「綠箭宇宙」交叉集！男主角：我撒謊了 Yahoo奇摩電影戲劇 2019年12月12日